# El buque misterioso
El buque misterioso (título original en inglés: The Mysterious Ship) es uno de los primeros cuentos escrito por H. P. Lovecraft en su etapa de juventud en 1902.
Publicado por primera vez en The Shuttered Room and Other Pieces, Arkham House (1959). Existe un manuscrito en la Biblioteca John Hay de la Universidad Brown.